# Was vom Tage übrig blieb
Was vom Tage übrig blieb ist ein Spielfilm des US-amerikanischen Regisseurs James Ivory aus dem Jahr 1993. Nach seinen Werken Zimmer mit Aussicht (1986) und Wiedersehen in Howards End (1992) arbeitete Ivory wieder mit Produzent Ismail Merchant und Drehbuchautorin Ruth Prawer Jhabvala zusammen. Die Verfilmung des mit dem Booker-Preis ausgezeichneten Romans Was vom Tage übrigblieb von Kazuo Ishiguro wurde in den Hauptrollen mit den britischen Schauspielern Emma Thompson und Anthony Hopkins besetzt.

## Handlung
England im Jahr 1956: Stevens, der seit vielen Jahren pflichtergebene Butler von Darlington Hall, erhält einen Brief von Miss Kenton, der ehemaligen Haushälterin und inzwischen verehelichten Mrs. Benn, mit der er einst zusammengearbeitet hat. Sie habe aus der Zeitung erfahren, dass ihr vormaliger Arbeitsplatz Darlington Hall nach Lord Darlingtons Tod bei einer Auktion von dem US-amerikanischen Kongressabgeordneten Lewis ersteigert worden sei. Lewis hatte den Landsitz als Teilnehmer einer Konferenz vor dem Zweiten Weltkrieg kennengelernt. Damals warnte Lewis vor der Appeasement-Politik gegenüber den Nationalsozialisten, fand aber kein Gehör.
Stevens macht sich daraufhin mit dem Wagen seines neuen Arbeitgebers auf den Weg nach Südwestengland, um Mrs. Benn zu besuchen und sie zur Rückkehr nach Darlington Hall zu bewegen – wobei er vorgibt, dies auch aus beruflichem Interesse zu tun, da man neues Personal in Darlington Hall benötigt. Die Fahrt durch England wird für ihn zu einer Reise in die eigene Vergangenheit, und die Erinnerungen an sein bisheriges Leben treten zutage.
1938 trafen sich auf dem weitläufigen Landsitz europäische Politiker, die Lord Darlington, ein Vertreter der Appeasement-Politik des britischen Premiers Neville Chamberlain, eingeladen hatte. Stevens war dem Lord stets loyal ergeben und sorgte dafür, dass alle Bediensteten ihren Pflichten gewissenhaft und unauffällig nachkamen. Mit Miss Kenton geriet er dabei immer wieder aneinander, jedoch fast ohne Gefühlsregungen zu zeigen. Selbst als sein Vater starb, der ebenfalls zu Lord Darlingtons Dienern gehörte, ging Stevens, sich kaum Gefühle anmerken lassend, pflichtbewusst seinen Aufgaben auf der Konferenz nach. Kurz vor seinem Tod hatte der Vater ihm noch offenbart, dass seine Mutter fremdgegangen sei und er deshalb aufgehört hatte, sie zu lieben. Die nun im Raum stehende Frage, ob er sein leiblicher Vater war, bleibt unbeantwortet.
Miss Kenton, die sich trotz dessen scheinbarer Emotionslosigkeit in Stevens verliebt hatte, versuchte vergeblich, ihn aus der Reserve zu locken. Als das neue Dienstmädchen Lizzie aus Liebe zu dem jungen Dienstboten Charlie ihre Stelle aufgab, wurde der unverheirateten Miss Kenton schmerzlich bewusst, etwas im Leben verpasst zu haben. Weil Stevens emotionale Nähe nicht zuließ, heiratete sie schließlich Thomas Benn und verließ Darlington Hall. Lord Darlington, dessen vornehmlich der britischen Aristokratie entstammende Gäste die Auffassung teilten, Deutschland sei nach dem Ersten Weltkrieg mit dem Versailler Vertrag ungerecht behandelt worden, wurde in der Nachkriegszeit als „Nazifreund“ diskreditiert. Er verlor daraufhin sein Ansehen und starb schließlich vereinsamt.
Stevens, der sowohl den fatalen Irrweg seines wohlmeinenden Herrn bezüglich der Nationalsozialisten nicht bemerkt als auch die insgeheim gegenüber Miss Kenton gehegten Gefühle unterdrückt hatte, wird sich schließlich während der Autofahrt der Verfehlungen seines Arbeitgebers bewusst und bereut, gegenüber Miss Kenton derart unterkühlt gewesen zu sein. Als er auf Mrs. Benn trifft, lehnt sie es ab, nach Darlington Hall zurückzukehren. Sie möchte bei ihrem Ehemann bleiben, zumal die gemeinsame Tochter ein Kind erwartet. Sie verabschiedet sich von Stevens mit Tränen in den Augen, während dieser weiterhin nicht fähig ist, seine Hemmungen zu überwinden. Zurück in Darlington Hall bereitet er die Ankunft von Mr. Lewis’ Ehefrau vor.

## Hintergrund
Der Film weicht stellenweise von Ishiguros Romanvorlage ab. So ist etwa die von Christopher Reeve gespielte Figur des Amerikaners im Roman in zwei Charaktere aufgeteilt: den Kongressabgeordneten Lewis und den neuen Schlossbesitzer namens Farraday. Auch ist Miss Kenton bei Ishiguro bereits ab den frühen 1920er Jahren in Darlington Hall tätig; im Film wird sie dort erst Anfang der 1930er Jahre Haushälterin. Die Konferenz, während der Stevens senior stirbt, ist im Roman im Jahr 1923 angesetzt, im Film findet sie dagegen 1935 anlässlich der Wiederbewaffnung Deutschlands statt.
Eigentlich war der Amerikaner Mike Nichols (Die Reifeprüfung) für die Regie des Films vorgesehen. Er trat jedoch von der Aufgabe zurück und fungierte stattdessen als Produzent. So übernahm James Ivory die Regie. Die zuvor in Erwägung gezogenen Hauptdarsteller Jeremy Irons und Meryl Streep wurden durch Anthony Hopkins und Emma Thompson ersetzt, die ein Jahr zuvor schon gemeinsam in der Merchant-Ivory-Produktion Wiedersehen in Howards End mitgewirkt hatten. Im Gespräch waren für die Rolle des Butlers Stevens neben Irons auch der Schauspieler Kenneth Branagh, der damalige Ehemann von Emma Thompson; für die Rolle der Miss Kenton neben Meryl Streep auch die Schauspielerinnen Glenn Close und Anjelica Huston. Bei allen Figuren wurde, mit Ausnahme des US-Amerikaners Lewis und des Franzosen Dupont D’Ivry, darauf Wert gelegt, sie nur mit britischen Schauspielern zu besetzen, sehr zum Missfallen der großen Hollywood-Agenturen, die sich bemüht hatten, ihre amerikanischen Klienten im Film unterzubringen.

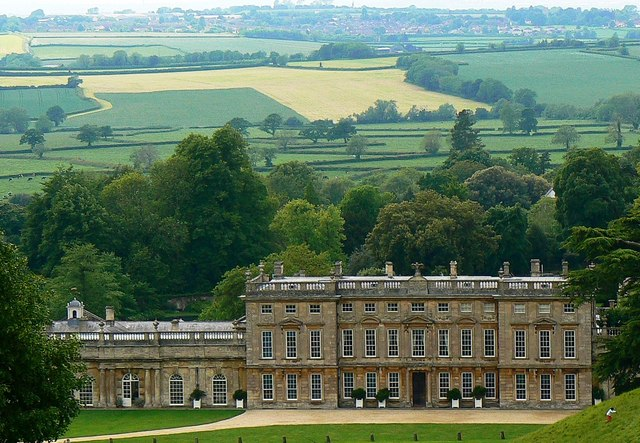
Das Dyrham Park House, die Außenkulisse von Darlington Hall

Die Dreharbeiten fanden im Südwesten Englands statt. Für Darlington Hall standen mehrere englische Landhäuser Pate. Als Außenkulisse diente der Landsitz Dyrham Park in Gloucestershire. Innenaufnahmen entstanden in Powderham Castle in Devon, in Corsham Court in Wiltshire sowie in Badminton House in Gloucestershire. Weitere geeignete Drehorte fand man in Somerset, dort vor allem in Weston-super-Mare.
Anthony Hopkins fühlte sich vor dem Dreh so unsicher, dass man ihm Cyril Dykman, den pensionierten Chefbutler der britischen Königin, zur Seite stellte, der auf fünfzig Jahre Berufserfahrung im Buckingham-Palast zurückblicken konnte.
Das Lied Sei mir gegrüßt (D 741), Franz Schuberts Vertonung eines Gedichts von Friedrich Rückert, wird im Film von Ann Murray gesungen.
Was vom Tage übrig blieb wurde am 5. November 1993 in den Vereinigten Staaten und Kanada uraufgeführt. Am 10. März 1994 kam der Film in die deutschen Kinos. In den USA konnte Ivorys Film, dessen Budget bei 15 Millionen Dollar lag, rund 23 Millionen Dollar einspielen. Das weltweite Einspielergebnis belief sich auf rund 64 Millionen Dollar. Der Film erschien bei Sony Pictures Home Entertainment im Jahr 2001 auf DVD und 2014 als Blu-ray.
Bei einer Umfrage des British Film Institute wurde Was vom Tage übrig blieb im Jahr 1999 auf Platz 64 in der Liste der besten britischen Filme des 20. Jahrhunderts gewählt.

## Kritiken
Blickpunkt: Film beschrieb Was vom Tage übrig blieb als „[s]timmungsvolles Sittengemälde von Englands Regiemeister James Ivory“. Laut VideoWoche handle es sich um eine „meisterhafte Literaturverfilmung“, in der nach Wiedersehen in Howards End erneut Anthony Hopkins und Emma Thompson einen Film „über unterdrückte Gefühle und emotionale Codes mit Leben füllen“. „Ein sensibler, von vorzüglichen Schauspielern profitierender Film, in dem intime Psychologie und sozialer Kommentar nahtlos ineinandergreifen“, lobte auch das Lexikon des internationalen Films.
Vincent Canby besprach in der New York Times vom 5. November 1993 einen grandiosen Film der Entsprechungen und Metaphorik. Man erhalte Einblicke in die Abläufe und die Funktionsweise eines solchen Anwesens und die Hierarchie der Dienerschaft. In psychologischer Tiefe und politischer Tragweite übertreffe der Film alles, was Jhabvala, Merchant und Ivory bisher gemacht hätten. Drehbuch und Regie seien kaum noch zu übertreffen („difficult to imagine, how anyone could improve“). Emma Thompson gelinge es, in einer fabelhaften („splendid“) Darstellung leidenschaftliches Begehren und Erregung glaubhaft zu machen („desperate, aching sexuality“). Ihm gefiel auch die Interpretation in den Nebenrollen.
Todd McCarthy sprach in Variety am 24. September 1993 von überragender („superior“) Schauspielkunst. Hopkins spiele nicht nur, er spiele sogar mit dem Publikum („toys with the audience“). Des Weiteren sah McCarthy Parallelen zu Zeit der Unschuld (1993). Roger Ebert hatte den Roman für unverfilmbar gehalten, bis dieser Film ihn eines Besseren belehrt habe. Ivory, Merchant und Jhabvala seien mit diesem Film „auf der Höhe ihrer Kunst“ („at the height of their powers“) angelangt. Anthony Hopkins gebe die „Rolle seines Lebens“ („the performance of his life“), befand Rita Kempley in der Washington Post am 5. November 1993.
Der Film steht auf der Website Rotten Tomatoes am 8. März 2020 bei einer Zustimmungsrate von 95 Prozent mit 42 ausgewerteten Kritiken (90 Prozent von 10 Topkritikern).

## Auszeichnungen
Nachdem die Kritik James Ivorys Film gefeiert hatte, erhielt der Film Nominierungen für zahlreiche Preise. Bei der Oscar-Verleihung 1994 war Was vom Tage übrig blieb achtmal nominiert, unter anderem als Bester Film, für die Beste Regie und die Besten Hauptdarsteller. Ivorys Produktion hatte jedoch gegenüber Steven Spielbergs Schindlers Liste und Jane Campions Das Piano das Nachsehen und ging leer aus. Das Drama wurde bei den British Academy Film Awards (sechs Nominierungen) und den Golden Globe Awards (fünf Nominierungen) im selben Jahr trotz zahlreicher Nominierungen bei allen wichtigen Filmpreisen ebenfalls ignoriert.
Oscar 1994
Nominiert in den Kategorien
- Bester Film
- Bester Regisseur

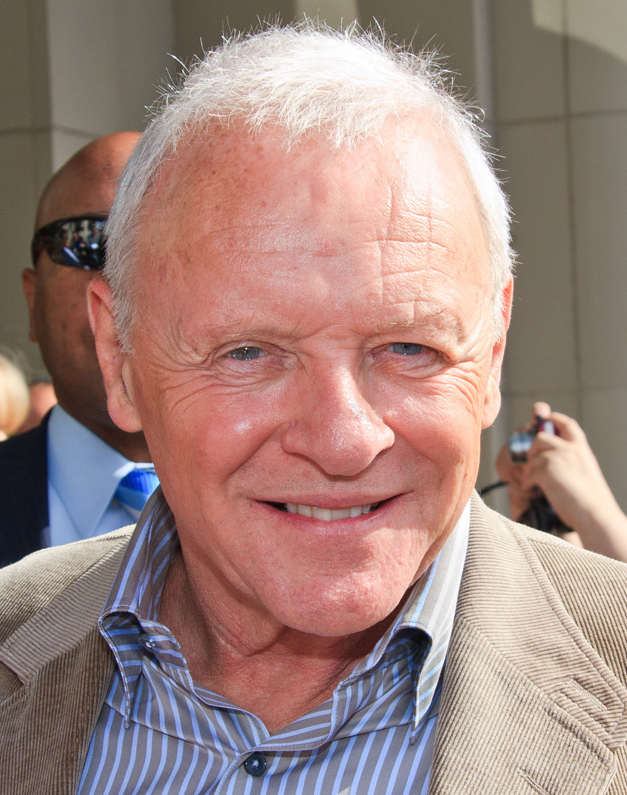
Für den Oscar, den BAFTA und den Golden Globe nominiert: Anthony Hopkins

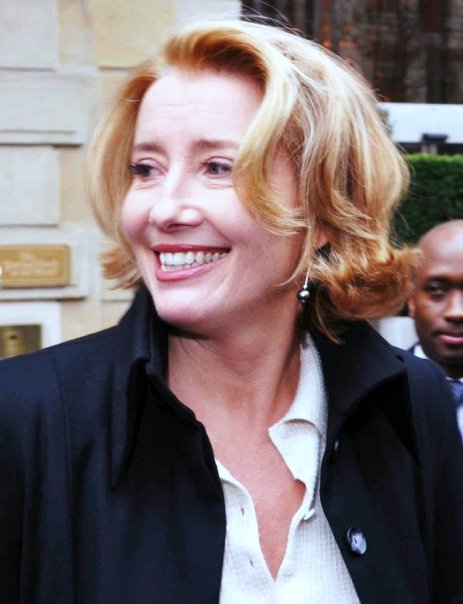
Wie Hopkins vielfach nominiert: Emma Thompson

- Bester Hauptdarsteller (Anthony Hopkins)
- Beste Hauptdarstellerin (Emma Thompson)
- Bestes adaptiertes Drehbuch
- Beste Filmmusik
- Beste Kostüme
- Beste Szenenbild

British Academy Film Awards 1994
Nominiert in den Kategorien
- Bester Film
- Bester Regisseur
- Bester Hauptdarsteller (Anthony Hopkins)
- Beste Hauptdarstellerin (Emma Thompson)
- Bestes adaptiertes Drehbuch
- Beste Kamera

Golden Globe Awards 1994
Nominiert in den Kategorien
- Bester Film – Drama
- Bester Regisseur
- Bester Hauptdarsteller – Drama (Anthony Hopkins)
- Beste Hauptdarstellerin – Drama (Emma Thompson)
- Bestes adaptiertes Drehbuch

Weitere
Chicago Film Critics Association Awards 1994
- Bester Hauptdarsteller (Anthony Hopkins)
- Beste Hauptdarstellerin (Emma Thompson)

Dallas-Fort Worth Film Critics Association Awards 1994
- Bester Hauptdarsteller (Anthony Hopkins)

David di Donatello 1994
- Bester ausländischer Schauspieler (Anthony Hopkins)
- Beste ausländische Schauspielerin (Emma Thompson)
- Nominiert in der Kategorie Bester ausländischer Film

Directors Guild of America 1994
- Nominiert in der Kategorie Beste Regie

Evening Standard British Film Award 1994
- Beste Schauspielerin (Emma Thompson)

Goya 1995
- Nominiert in der Kategorie Bester europäischer Film

Sindacato Nazionale Giornalisti Cinematografici Italiani 1995
- Bester Regisseur eines ausländischen Films

Kansas City Film Critics Circle Award 1994
- Bester Hauptdarsteller (Anthony Hopkins)
- Beste Hauptdarstellerin (Emma Thompson)

London Critics’ Circle Film Award 1994
- Bester britischer Film des Jahres
- Beste Regisseur des Jahres
- Bester Schauspieler des Jahres (Anthony Hopkins)

Los Angeles Film Critics Association Award 1993
- Bester Hauptdarsteller (Anthony Hopkins)

National Board of Review 1993
- Bester Hauptdarsteller (Anthony Hopkins)

Robert 1995
- Bester ausländischer Film

Southeastern Film Critics Association Award 1994
- Bester Hauptdarsteller (Anthony Hopkins)
- Bester Film – 3. Platz

Writers Guild of America 1994
- Nominiert in der Kategorie Bestes adaptiertes Drehbuch

## Synchronisation
Die deutsche Synchronfassung entstand bei der Berliner Synchron nach dem Dialogbuch von Arne Elsholtz, der auch die Synchronregie übernahm.
| Rolle                 | Darsteller        | Synchronsprecher        |
| --------------------- | ----------------- | ----------------------- |
| Stevens               | Anthony Hopkins   | Rolf Schult             |
| Miss Kenton           | Emma Thompson     | Monica Bielenstein      |
| Lord Darlington       | James Fox         | Jürgen Thormann         |
| Lewis                 | Christopher Reeve | Jürgen Heinrich         |
| Stevens’ Vater        | Peter Vaughan     | Heinz Giese             |
| Reginald Cardinal     | Hugh Grant        | Patrick Winczewski      |
| Dupont D’Ivry         | Michael Lonsdale  | Joachim Kerzel          |
| Thomas Benn           | Tim Pigott-Smith  | Norbert Langer          |
| Charlie               | Ben Chaplin       | Nicolas Böll            |
| Lizzie                | Lena Headey       | Dorette Hugo            |
| Spencer               | Patrick Godfrey   | Friedrich W. Bauschulte |
| Canon Tufnell         | Peter Halliday    | Helmut Müller-Lankow    |
| Sir Leonard Bax       | Peter Cellier     | Hermann Ebeling         |
| Lord Halifax          | Peter Eyre        | Otto Czarski            |
| Viscount Bigge        | Jeffry Wickham    | Klaus Münster           |
| deutsche Baroness     | Brigitte Kahn     | Inken Sommer            |
| deutscher Botschafter | Wolf Kahler       | Klaus Piontek           |
| Harry Smith           | Paul Copley       | Manfred Lehmann         |
| Wirt                  | Ian Redford       | Klaus Sonnenschein      |
| Dr. Richard Carlisle  | Pip Torrens       | Frank Glaubrecht        |
| Sir Geoffrey Wren     | Rupert Vansittart | Joachim Kemmer          |
| Premierminister       | Frank Shelley     | Eric Vaessen            |
| Auktionator           | John Haycraft     | Klaus Jepsen            |